# Раден (баронский род)
Раден (нем. von Rahden) — баронский род.
Происходит из епископства Оснабрюкского и переселился в начале XVI века в Курляндию. Род внесен 17 октября 1620 г. в дворянский матрикул Курляндской губернии, а также в родословные книги Орловской и Харьковской губерний.
Члены этого рода в патентах на чины, грамотах на ордена и других официальных документах, начиная с 1836 года, именованы баронами.
- Барон Вильгельм фон Раден (1798—1860) — прусский генерал и военный писатель.
- Барон Леонель Фёдорович Раден (?—1878) — генерал-майор, во время русско-турецкой войны 1877—1878 годов исправлявший должность командующего 13-й кавалерийской дивизии.
- Баронесса Раден, Эдита Фёдоровна (1825—1885) — фрейлина и корреспондентка Самарина, занималась женским высшим образованием и воспитанием[1].
- Барон Раден, Леонид Людвигович (1830—1868) — офицер Российского императорского флота, участник Крымской войны, Синопского сражения, обороны Севастополя. Георгиевский кавалер, капитан-лейтенант.
- Барон Раден, Фердинанд Владимирович (1863—1919) — российский военный деятель, морской офицер, генерал-майор (1917), участник Первой мировой войны и Белого движения во время гражданской войны в России.

## Описание герба
В голубом поле три серебряных розы (2+1).
Щит увенчан некоронованным дворянским шлемом. Нашлемник — два голубых орлиных крыла, обремененные серебряными розами. Намет голубой с серебром.